# Lilje-familien
Lilje-familien (Liliaceae) er en stor familie med mange arter, som især findes i Østasien og Nordamerika. Det er mere eller mindre knolddannende løgvækster, der kan kendes på deres temmelig store, ofte regelmæssige, undersædige og tvekønnede blomster med seks frie (tre ydre og tre indre blosterblade) og seks støvdragere og ofte plettede blosterblade og støvblade (3+3 i to kranse) med støvtråde hæftet til midten af støvknapperne. Frugten består af en beskyttende kapsel som beskytter frøet. Frøanlægget indeholder mange frø med frøhvide.
Blomsterne er enten enkle eller findes flere samlet i klaser, mens bladene ofte er lige- eller buede og eventuel grundstillet om omskedende.
- Kendetegn for enkimede planter er at de er omskede og har en blomsterkrone (3+3).
- Vækstformen hos Lilje-familien er som hos flereårige urter.
- Økonomisk betydning: Tulipaner, Lilje (Fås bl.a. i blomsterhandlen).
- Udbredelse: På den nordlige halvkugle er der cirka 600 udbredt på især sletter og bjerge.

Her nævnes kun de slægter, der er repræsenteret ved arter, som er vildtvoksende I Danmark, eller som dyrkes her.
| Slægter |

- Calochortus
- Kæmpelilje (Cardiocrinum)
- Clintonia
- Hundetand (Erythronium)
- Fritillaria
- Guldstjerne (Gagea)
- Korolkowia
- Lilje (Lilium)
- Lloydia
- Nomocharis
- Notholirion
- Scoliopus
- Streptopus
- Tudselilje (Tricyrtis)
- Tulipan (Tulipa)